# Ендру Хортон
Ендру Хортон (рођен 1944) је награђивани сценариста, аутор 20 књига о филму, сценарију, књижевности и култури. Професор је на Универзитету Оклахома на студијама за филм и телевизију. Сарађивао је са Срђаном Карановићем на писању сценарија за филм „Нешто између“ (1983) и „Вирџина“ (1991).
Његова претпоследња књига (која је преведена и на српски језик је: „Ликови – основа сценарија“ (енгл. Writing the character centered screenplay), објављена 2000. године.